# Landelijke Racketlon Federatie
De Landelijke Racketlon Federatie (LRF) is de nationale sportbond voor racketlon in België.

## Historiek
De organisatie werd opgericht op 17 december 2004 met als eerste voorzitter Gert Peersman. 

## Bestuur
| Periode      | Voorzitter            |
| ------------ | --------------------- |
| 2004 - ?     | Gert Peersman         |
| ? - 2017     | Hans Vandaele         |
| 2017 - heden | Lieselot De Bleeckere |